# Haras impériaux

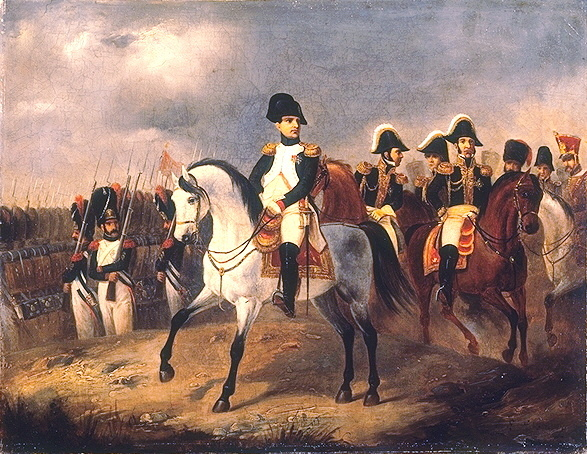
Napoléon avec ses généraux d'après une peinture de Ludwig Elsholtz, 1845.

Les Haras impériaux sont l'administration des Haras nationaux français à l'époque du Premier Empire (1804-1814), sous Napoléon Ier.

## Rétablissement des Haras

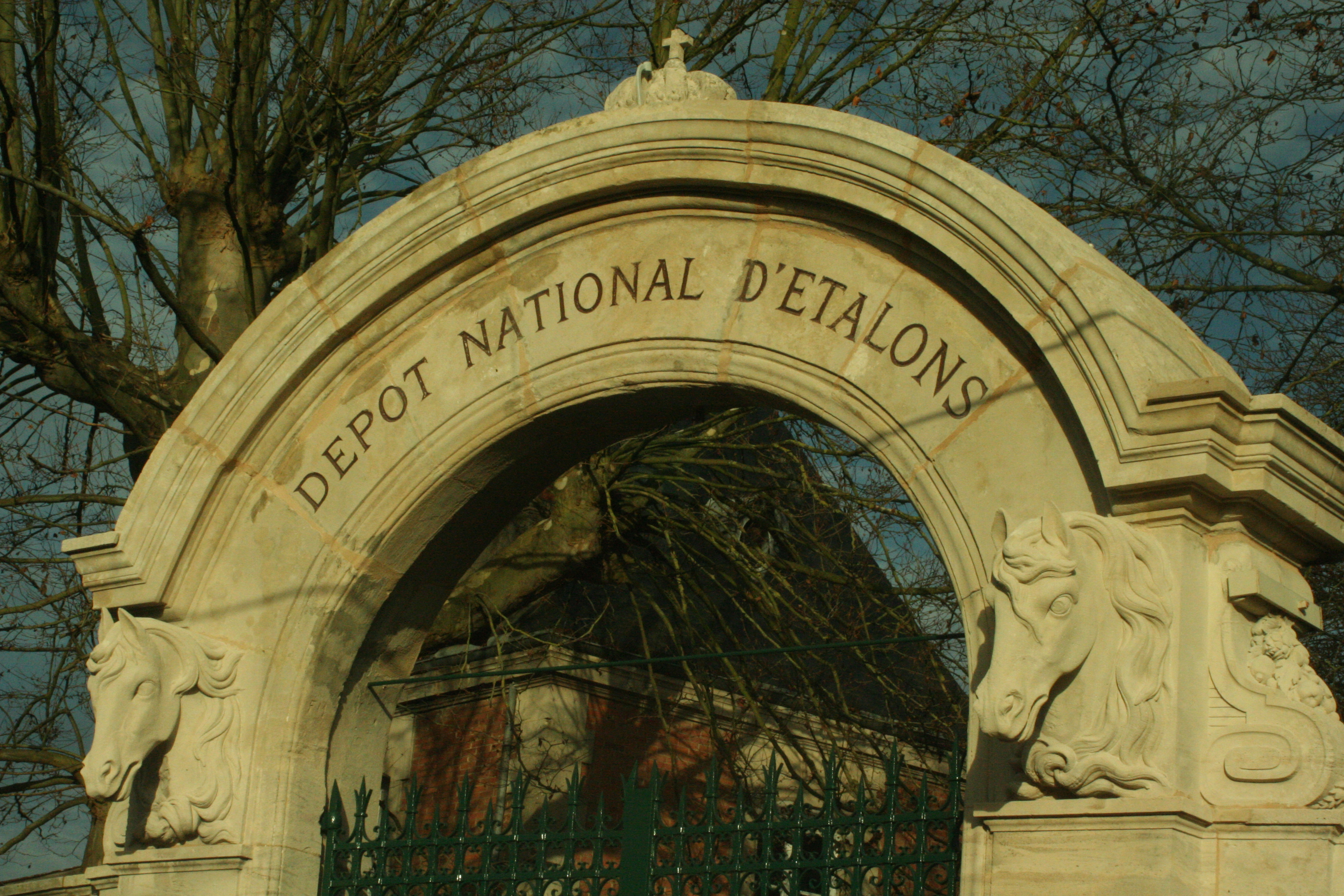
Construction surplombant la grille d'entrée du Haras national de Montier-en-Der, créé en 1806 comme dépôt d'étalons sur décret impérial de Napoléon Ier.

La Révolution française ayant entraîné une forte consommation de chevaux militaires alors que les Haras royaux ont été supprimés par la Constituante, la loi du 2 germinal an III (22 mars 1795) avait rétabli provisoirement 7 dépôts d'étalons,.
Sur décision de Napoléon Ier, en 1802, une partie de l'abbaye du Bec-Hellouin devient un dépôt d'étalons rattaché au haras du Pin. En avril 1806, le site du haras du Pin, laissé à l'abandon depuis 1790, est réacquis avec une reconnaissance d'utilité publique. Les haras sont officiellement rétablis le 4 juillet 1806 par un décret impérial, signé à Saint-Cloud.
De nombreux dépôts d'étalons et haras sont établis dans des bâtiments religieux confisqués durant la Révolution. Napoléon confirme l'emplacement du dépôt d'étalons d'Angers (établi en 1797) dans l'Hospice des Incurables, et le choix de l'abbaye Sainte-Croix à Saint-Lô pour y établir un autre dépôt. Le couvent des Visitandines d'Aurillac accueille des chevaux impériaux pour couvrir les départements du Cantal, du Puy-de-Dôme, et de la Haute-Loire. En Bretagne, l'abbaye cistercienne de Langonnet est finalement choisie pour y établir le Haras impérial.

## Décret de Saint Cloud
Le décret place les Haras sous la tutelle du ministre de l'Intérieur, à savoir Jean-Baptiste Nompère de Champagny.
Il crée six arrondissements (et nomme six inspecteurs généraux), ayant chacun un haras, ainsi que cinq dépôts d'étalons, de manière à couvrir toute la France. Ces six arrondissements sont le Nord (dépendant du haras du Pin), l'Ouest (haras de Langonnet), le Centre (Haras de Pompadour), le Midi (Haras de Pau-Gelos), l'Est (Haras de Turin) et le Nord-Est (haras de deux-Ponts,). Ces deux derniers sont établis sur des territoires conquis militairement lors des guerres napoléoniennes.
Ce décret rattache aussi les deux écoles vétérinaires de Lyon et d'Alfort aux haras impériaux. Chaque haras compte un directeur, un inspecteur, un régisseur et un vétérinaire, tandis que chaque dépôt est doté d'un chef de dépôt, d'un régisseur et un vétérinaire.
Les postes d'encadrement furent pourvus par des officiers de cavalerie.

## Évolutions
Le maillage change au cours des années suivantes. Deux autres arrondissement, correspondant à de nouvelles conquêtes militaires, y sont adjoints : l’arrondissement du Nord-Ouest dépendant du haras de Borculo en 1810, puis l'arrondissement de la confédération du Rhin dépendant du dépôt de Memsen, en 1813. Les villes de Besançon et Rosières-aux-Salines, qui avaient jadis accueillies des Haras royaux (à partir de 1752 et 1768, respectivement), retrouvent leurs anciennes fonctions sous le Premier Empire, mais avec un rôle moins important.

## La place des chevaux dans l'Empire napoléonien
Les chevaux ont un rôle indispensable dans les conquêtes napoléoniennes. Les pur-sang arabes étaient les chevaux de choix pour la cavalerie des troupes. Par le biais des campagnes de l'empereur, ce type de cheval s'est retrouvé en Europe centrale et en Russie.
Entre 1800 et 1815, Napoléon, cavalier au style peu académique mais résistant et intuitif, possédait 1 730 chevaux réservés à sa monte personnelle. Le Vizir, petit arabe gris de 1,35 m, son plus célèbre cheval, a été empaillé et se trouve exposé en 2006 au Musée de l'Armée des Invalides.
Les écuries impériales, créées en 1803-1804, regroupent l'équipage de selle, l'équipage d'attelage et l'équipage de campagne ou des transports. Leur effectif crût rapidement jusqu’en 1808, pour se stabiliser autour de 500 chevaux. Les écuries impériales furent démantelées en partie à la fin de l’Empire.

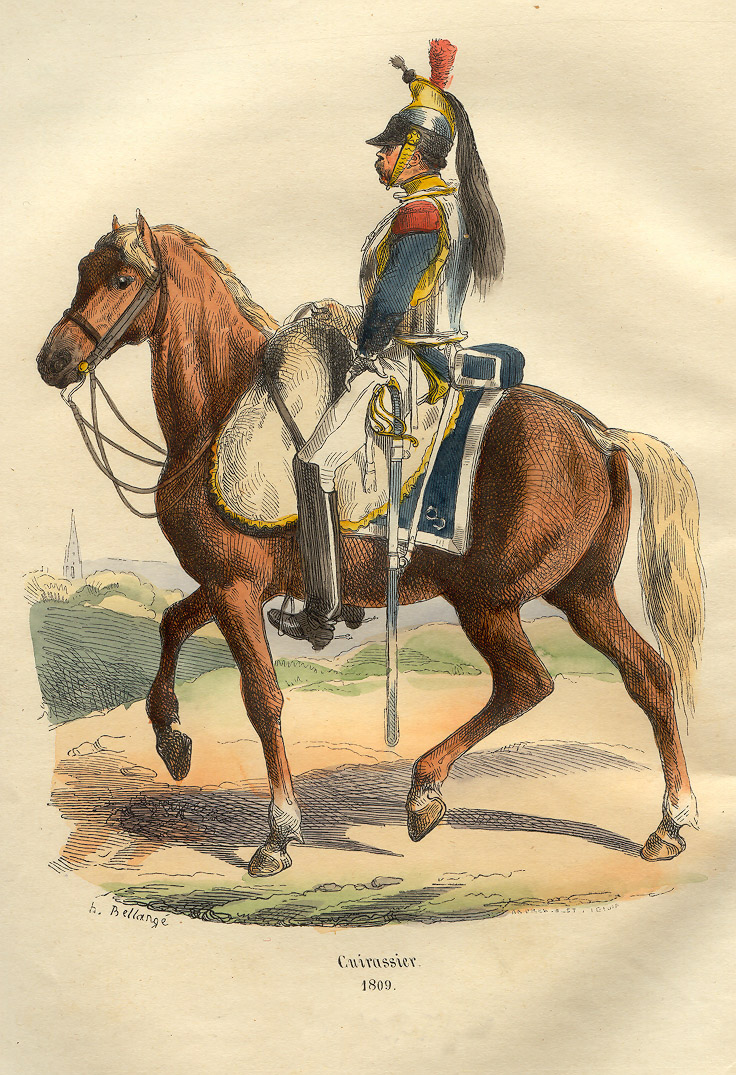
Un cuirassier napoléonien en 1809, par Hippolyte Bellangé.
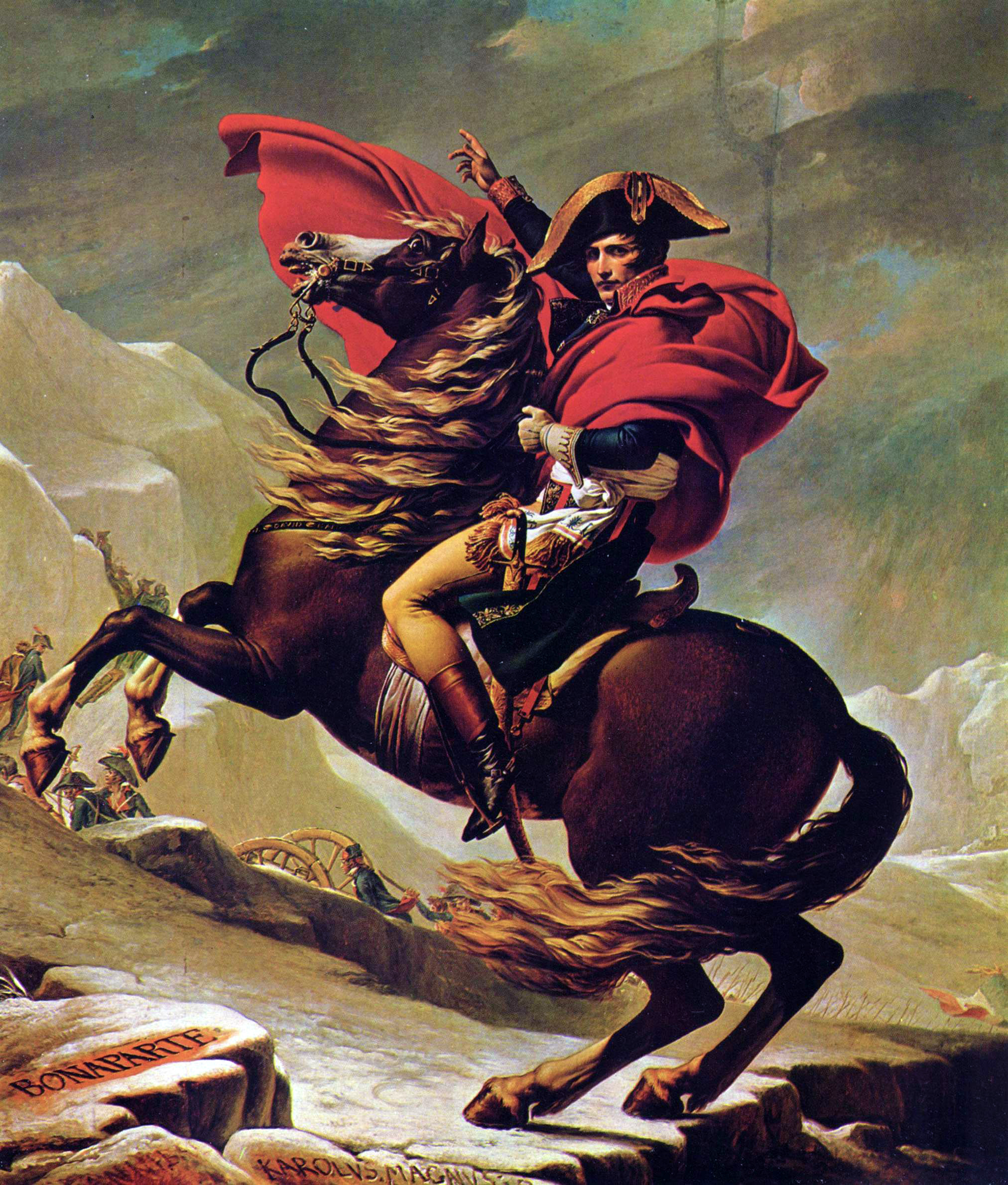
Napoléon est un cavalier au style peu académique.

## Sélection des officiers des haras
Il s'agit d'un recrutement aristocratique selon 4 catégories :
- La première catégorie était constituée d'anciens pages du Roi et écuyers, sortant des écuries du Roi de Versailles (Petite Écurie et Grande Écurie) et des Grandes Ecuries des Princes ou des cavaliers élevés dans les manèges.

Tous étaient issus de la noblesse d'Ancien Régime, revenus d'immigration.
- La seconde catégorie avait eu leur poste grâce à des liens familiaux avec des personnages de premier plan et des proches de l'Empereur ou des faits d'armes.

- La troisième catégorie était constituée pour l'essentiel des chefs de dépôts de remonte recrutés parmi d'anciens officiers de cavalerie, d'anciens immigrés ou ex-préposés aux remontes.

Ces nominations étaient bien souvent très subjectives en fonction de la personnalité nobiliaire, de sa fortune ou de liens familiaux avec des préfets de départements chargés de la mise en œuvre des haras et dépôts.
- La quatrième catégorie, pour des fonctions subalternes, était constituée de personnel de l'administration recruté au hasard et selon les caprices de la faveur. Ils y entraient sans études spéciales, sans vocation déterminée et souvent parce qu'ils étaient incapables d'entrer dans une autre carrière[réf. nécessaire].

## Répartition des haras et des dépôts de remonte
La France fut divisée en 6 arrondissements, regroupant 6 haras et 30 dépôts d'étalons avec une dotation de 2 000 000 francs qui sera diminuée de 200 000 francs entre les années 1810 à 1813 inclus.
- Arrondissement du Nord 
Au haras du Pin à Le Pin-au-Haras (Orne), seront rattachés les 5 dépôts de :
  - Abbeville (Somme) en 1806,
  - Le Bec-Hellouin (Eure) en 1806,
  - Saint-Lô (Manche) en 1806,
  - Meaux (Seine-et-Marne) en 1807,
  - Montier-en-Der (Haute-Marne) en 1810.

- Arrondissement de l'Ouest 
Au haras de Langonnet à Langonnet (Morbihan) seront rattachés les 4 dépôts de :
  - Angers (Maine-et-Loire) en 1803,
  - Craon (Mayenne) en 1807,
  - Saint-Maixent (Deux-Sèvres) en 1807,
  - Saint-Jean-d'Angély (Charente-Maritime) en 1808.

- Arrondissement du Centre 
Au haras de Pompadour à Arnac-Pompadour (Corrèze) seront rattachés les 5 dépôts de :
  - Aurillac (Cantal) en 1806,
  - Corbigny (Nièvre) en 1807,
  - Cluny (Saône-et-Loire) en 1807,
  - Blois (Loir-et-Cher) en 1810,
  - Auxerre (Yonne) en 1811.

- Arrondissement du Midi 
Au haras de Pau-Gelos à Gelos (Pyrénées-Atlantiques) seront rattachés les 4 dépôts de :
  - Rodez (Aveyron) en 1807,
  - Tarbes (Hautes-Pyrénées) en 1806,
  - Perpignan (Pyrénées-Orientales) en 1807,
  - Agen (Lot-et-Garonne) en 1807.

- Arrondissement de l'Est 
Au haras de la Manderie de Vénerie à Turin (Pô) seront rattachés les 4 dépôts de :
  - Besançon (Doubs) en 1806,
  - Arles (Bouches-du-Rhône) en 1806,
  - Grenoble (Isère) en 1807,
  - Annecy (Léman) en 1810.

- Arrondissement du Nord-Est 
Au haras de Deux-Ponts à Zweibrücken (Mont-Tonnerre) seront rattachés les 6 dépôts de :
  - Rosières-aux-Salines (Meurthe) en 1795,
  - Strasbourg (Bas-Rhin) en 1807,
  - Tervuren (Dyle) en 1807,
  - Grandpré (Ardennes) en 1808,
  - Wickrath (Roer) en 1808,
  - Bruges (Lys) en 1808.

À ces 6 arrondissements seront rajoutés deux autres :
- Arrondissement du Nord-Ouest : avec le haras de Borculo (Zélande) en 1810.

- Arrondissement de la confédération du Rhin : avec le dépôt de Memsen (Basse-Saxe) en 1813.

## Les nominations

### Les inspecteurs généraux des haras
- Général comte Louis Charles Antoine de Beaufranchet d'Ayat (1757-1812), IG de 1806 à 1812.
- Marquis Michel Antoine Paul Bens de Cavour (1781-1850), IG de 1806 à 1812.
- Lieutenant-général baron Gabriel André de Bonneval (1769-1839), IG de 1814 à 1822.
- Lieutenant-Général Vicomte Ambroise Charles de Croismare (1749-1828), IG de 1806 à 1807.
- Colonel François Dupont-Savignat (1769-1845), IG de 1806 à 1835.
- Comte Pierre Annet Joseph de Lastic de Vigouroux (1772-1866), IG de 1815 à 1824.
- Lieutenant-colonel baron Le Normand d'Etiolles de Tournehem (?-?), IG de 1806 à 1841.
- Général comte René Charles Élisabeth de Ligniville (1760-1813), IG de 1806 à 1807.
- Colonel comte Charles Jean de Maillé (1771-1839), IG de 1814 à 1822.
- Lieutenant-colonel Jean-François de Ségur de Boirac (1761-?), IG de 1810 à 1815.
- Jean-François de Solanet de Laval (1765-1836), IG de 1806 à 1832.
- Général baron Victor Charles Louis Georges Félix de Wimpffen (1744-1814), IG de 1806 à 1810.

### Les inspecteurs des dépôts de remonte
- Général baron Jean-Baptiste Noirot (1768-1826), commande les dépôts de cavalerie de Burgos en 1808 et ceux d'Erfurth en 1813.
- Général vicomte Claude Antoine Hippolyte de Préval (1776-1853), inspecteur général des dépôts de cavalerie dans la 5e division militaire et Commandant des dépôts de cavalerie de Versailles en 1814.
- Général baron Frédéric Auguste de Beurmann (1777-1815), inspecteur général des dépôts de cavalerie dans la 5e division militaire (1811).
- Général Gabriel Marie de Riccé (1758-1832), inspecteur des remontes entre 1809 et 1812 dans les 1re, 14e, 15e, 21e et 22e divisions militaires.
- Général baron Louis Michel Antoine Sahuc (1755-1813), inspecteur général des dépôts de cavalerie et des hôpitaux entre le Rhin et l'Oder.
- Général baron Anne-François-Charles Trelliard (1764-1832), inspecteur général des dépôts de cavalerie des 5e et 26e divisions militaires en 1807, puis commande successivement les dépôts de Vittoria, d'Aranda et de Mautern.

### Les commandants des écuries impériales
- Général comte Albert Louis Emmanuel de Fouler de Relingue (1769-1831), commandant les écuries de l'Empereur en 1810, puis commande les écuries impériales de Versailles de 1812 à 1814.

### Les directeurs de haras
- Comte Joseph Jean-François Bellouan d'Avaugour (1754-?), DH du haras du Pin, haras de Strasbourg puis de l'École de Saumur
- Hubert Bens de Cavour, DH du haras de la Mandria à Turin,
- Chevalier Dominique Charles de Boisseuilh (1757-1816), DH du haras de Pompadour, épouse le 11 décembre 1777 Agnès Lucie d'Auguste de Bourbon (1761-1822) (fille de Louis XV et de Lucie Madelaine d'Estaing,
- Vicomte Joseph Marie Nicolas du Dresnay des Roches (1752-?), DH du haras de Langonnet,
- Marquis Guy Joseph de Girard de Charnacé (1760-1847), DH des Haras d'Angers et haras de Langonnet,
- Jean Louis François de Grimoult de Villemotte (1777-1849), DH des haras du Pin et haras de Langonnet,
- Chevalier de Langlade (?-?), DH des haras de Langonnet et de haras de Rodez,
- Comte Henry René Joseph Annet de Lastic Saint Jal (1770-1848), DH du haras de Pau (haras national de Gelos), épouse en premières noces Charlotte de Portelance et en secondes noces Lara de Tollemanche,
- Chevalier Lepiot de Seltot (?-1809), DH de Pompadour,
- Marquis Jules de Portes (?-?), DH du haras de Montier en Der,
- Chevalier Charles Georges Strubberg (1770-?), DH du haras de Deux-Ponts
- Général baron François Valentin (1763-1822), DH du haras de Langonnet.
- Henri Davy de Chavigné, fondateur et directeur du haras d'Annecy, épouse le 28 octobre 1851 Marie-Caroline de Thoury.

### Les chefs et directeurs dedépôts de remonte
- Chevalier Jean-François d'Abzac (1749-1831) : commande les dépôts de Strasbourg (1806) et du Pin (1809).
- Baron Gilbert Antoine Desaix de Veygoux (1761-1833) : commande les dépôts de Strasbourg (1807) et de Rosières aux salines (1808).
- Lieutenant général comte Charles Paul Nicolas de Barentin de Montchal (1737-1828) : commande les dépôts de Tarbes jusqu'en 1809 puis d'Auxerre de 1811 à 1816. Inspecteur Général en 1828.
- Général baron Nicolas Martin Barthelemi (1765-1835) : commande le dépôt d'Amiens en 1815.
- Marquis Jean François Marie du Londel de Bongard (1758-1833) : commande le dépôt de Clermont-Ferrand en 1815.
- Général comte François Antoine Louis Bourcier (1760-1828) : commande les dépôts de Potsdam en 1806, Passau en 1809, Bayonne en 1810, Hanovre et Koenisgbergen en 1812, Brunswick et Magdebourg en 1813; le dépôt général des Remontes de Versailles en 1815.
- Chevalier François Guillaume Bragouze de Saint-Sauveur (1740-?) : commande le dépôt de Grandpré en 1808.
- Comte Victor Frichignono de Castellengo (?-?) : commande le dépôt de Besançon de 1810 à 1815.
- Vicomte Jean Baptiste Marc Michel de Chappedelaine (1741-1830) : commande le dépôt d'Angers en 1815.
- Chevalier Jean-Baptiste-Marie-Victor Chebrou de Lespinats (1773-1837) : commande le dépôt de Saint-Maixent en 1806, devient inspecteur général des Haras de 1825 à 1830 pour le 4e arrondissement
- Davaux (?-?) : commande les dépôts de Saint-Lô de 1806 à 1810 et Langonnet en 1810
- Dinetty (?-?) : commande les dépôts de d'Agen de 1807 à 1811 et Villeneuve d'Agen de 1811 à 1815.
- Marquis Jean François Ducroc de Chabannes (1754-1835) : commande les dépôts de Bruges de 1808 à 1811, Langonnet de 1811 à 1812, Tervueren en 1813, Bruxelles en 1814 et Lille de 1814 à 1815. Premier écuyer de l'école de Saumur en 1815.
- André Joachim Joseph Isidore d'Eymar de Montmeyan (1790-?) : commande le dépôt d'Annecy de 1809 à 1813.
- Marquis Marie Nicolas de Garnier de Falletans (1763-1848) : commande le dépôt de Blois de 1815 à 1819.
- Chef d'Escadron Grimblot : commande le dépôt de Tervueren en 1807.
- du Haussey (?-1824) : commande le haras de la Mandrerie de Vénerie en 1807 et le dépôt de Saint-Lô en 1810.
- Gabriel Houël du Hamel : commande les dépôts d'Annecy de 1810 à 1812 et Angers en 1812.
- Chef d'Escadron Frédéric Jean de La Bassée (1761-1832) : commande les dépôts de Saint-Jean-d'Angély en 1807.
- Comte Louis Gabriel Le Senechal de Carcado : commande le dépôt de Rosières aux Salines de 1808 à 1815.
- Comte Jean Charles César Joseph de Livenne (1756-1825) : commande les dépôts de Besançon de 1805 à 1806 et Langonnet de 1816 à 1817 puis 1819 à 1825.
- Baron François Louis de Livron de Lubersac (1772-?) : commande les dépôts de Perpignan de 1808 à 1831 et provisoirement à Tarbes en 1819.
- Baron Louis Jean Baptiste de Maleden (1752-1829) : commande les dépôts de Perpignan de 1807 à 1808, Grandpré de 1808 à 1809, Perpignan de 1809 à 1815 et Saint-Jean-d'Angély de 1815 à 1827.
- Commandeur Jean Joseph Amand de Meallet de Fargues (1759-1820) : commande le dépôt d'Aurillac de 1806 à 1814.
- Comte Marie Joseph Gabriel Apollinaire de Morard d'Arces : commande le dépôt de Grenoble en 1807.
- Comte Louis Annet de Nompère de Champagny (4 septembre 1757 - Roanne ✝ 14 janvier 1827 - Paris) (frère du duc de Cadore), prêtre. Il fonda une maison d'éducation à Fontainebleau, puis sous le Premier Empire, il commande le dépôt de Cluny (1806-1822) et fut nommé recteur de l'académie de Lyon (3 février 1809). Il avait été proviseur du lycée de Lyon le 3 février 1810 et pendant quatre ans et demi.
- Armand Parison (1765-?) : commande le dépôt de Montiers en Der de 1810 à 1814.
- Marie Auguste de Patris-Cougousse (1784-1811) : commande le dépôt de Rodez de 1806 à 1811 en remplacement de Monsieur de Solanet.
- Baron Charles François Ferdinand de Poilly (1782-1849) : commande le dépôt de Meaux de 1809 à 1813.
- Vicomte Chrétien Frédéric Xavier Raguet de Brancion de Liman (1759-1827) : commande le dépôt de Bec-Hellouin en 1808.
- Général vicomte Nicolas François Roussel d'Hurbal (1763-1849) : commande le dépôt central de Cavalerie à Versailles de 1814 à 1815.
- Charles François de Saluces de Valgrane (1766-1856) : commande le dépôt de Besançon en 1810.
- Comte François Pierre Auguste de Siresmes de La Ferrière (1763-?) : commande le dépôt de Blois de 1810 à 1813.
- Amans Marc Antoine de Solanet : commande les dépôts de Perpignan de 1816 à 1825 et de Rodez de 1825 à 1832.
- Chevalier Oscar Aldebert Venceslas Van Hoorick (?-?) : commande les dépôts de Berculo en 1810 et de Memsen en 1813.
- Marquis Marie Joseph Pierre Guillaume de Vaugiraud (1774-1854) : commande les dépôts de Bec-Hellouin de 1813 à 1817 et de Rosières aux Salines de 1818 à 1840.
- Comte Edouard Philippe (alias Léonard Philippe) des Vieux (1751-1810) : commande le dépôt de Bec-Hellouin de 1806 à 1810.
- Baron Raoul Joseph segond René de Balby de Monfaucon (1792-1860): commande le dépôt royal d'étalon de Bec-Hellouin en 1820 et au moins jusqu'en 1831.
- de Villeneuve : commande le dépôt de 1811 à 1815.
- Waldtboth-Rassemheim de Bornheim : commande le dépôt de Wickrath en 1808.